# Севастопольский морской торговый порт
Севастопольский морской торговый порт — универсальный незамерзающий морской порт, который расположен на Крымском побережье Чёрного моря в Севастополе, Крым. Управление порта, портофлота, капитания и диспетчеры находятся в бухте Южной, перегрузочные комплексы — в Инкермане.
Из-за «аннексии Россией полуострова» порт находится под санкциями стран Евросоюза, США, Великобритании и других стран.

## История
Севастопольский морской торговый порт был организован в 1784 году: Екатериной II был подписан манифест «О свободной торговле в городах Херсоне, Севастополе и Феодосии», объявлявший порты указанных городов открытыми для международной торговли.
В 1789 г. в Севастополе была открыта портовая контора, действовавшая до 1804 г. (с перерывом на период военных действий) — до объявления Севастополя главным военным портом Черноморского флота.
В 1875 г. с пуском в эксплуатацию железной дороги Севастополь был официально объявлен отпускным (экспортным) коммерческим портом.
В 1884 г. часть западного берега Южной бухты была предоставлена для устройства коммерческого порта (Царская пристань).
11 мая 1890 г. Комитет Министров принял решение о переносе Севастопольского коммерческого порта в Феодосию. Городской голова предлагал оборудовать каботажный порт в Стрелецкой бухте таким образом, чтобы при первой возможности она могла бы стать отпускным коммерческим портом.
В 1894 г. в порту работали 5496 человек, в то время как на всех остальных предприятиях Севастополя — 1405 человек.
С развитием и укреплением Черноморского флота в условиях осложнения политических отношений на международной арене вновь встал вопрос о невозможности совмещения в Севастополе коммерческого порта с военно-морской базой. В 1905 г. порт для внешней торговли был закрыт.
В 1914 г. было окончено строительство порта в Стрелецкой бухте.
За время первой мировой и гражданской войн портовое хозяйство в Севастополе было полностью разрушено.
С 1 октября 1921 г. Севастопольский морской торговый порт был выделен в отдельную единицу с непосредственным подчинением Центральному управлению морского транспорта НКПС РСФСР. С ноября 1921 г. стало производиться взимание портовых сборов.
К 1925 г. Севастопольский порт стал одним из крупнейших пунктов внутренней и внешней торговли на юге.
В годы Великой Отечественной войны деятельность Севастопольского морского торгового порта была прервана. Морской вокзал в Севастополе был разрушен, грузопассажирские суда были приписаны к Военно-морскому флоту.
12 мая 1944 г. Севастопольский порт возобновил свою деятельность как трест «Горпароходство» Севастопольского городского коммунального хозяйства. В 1950 г. перевозки пассажиров из Севастопольского порта осуществлялись по направлениям: город — Инкерман, город — Корабельная, город — Северная, Телефонная — Экипажная.
1 октября 1954 г. в соответствии с Указом Президиума Верховного Совета СССР и распоряжением Совета Министров СССР Севастопольское городское пароходство было передано в ведение Министерство морского флота СССР.
В соответствии с приказами начальника Черноморского государственного морского пароходства от 9 октября 1954 г. Севастопольское городское пароходство было переименовано в Севастопольское агентство Черноморского государственного морского пароходства, принято на баланс Черноморского пароходства и подчинено Ялтинскому порту. Основной задачей предприятия являлось обеспечение бесперебойной транспортировки населения Севастополя и пригородных районов «по бухтам внутреннего рейда военного порта Севастополь».
В соответствии с приказом №27 Министра Морского Флота от 5 февраля 1962 года Севастопольское агентство было реорганизовано в Севастопольский морской торговый порт III разряда.
В 1968 г. в Севастополе было введено в эксплуатацию новое здание морского вокзала.
В 1970 г. в Севастополе было закончено строительство пассажирского причала в Артбухте, построен причал ГРЭС.
В декабре 1975 г. Министерство морского флота присвоило Севастопольскому морскому торговому порту II разряд.
С 1992 г. Севастопольский морской торговый порт являлся государственно-коммунальным предприятием, после чего был вновь передан в сферу управления Министерства транспорта Украины.
20 июля 1996 г. в соответствии с распоряжением Кабинета Министров Украины был открыт пункт пропуска через государственную границу Украины в Севастопольском морском торговом порту.
После аннексии Крыма Российской Федерацией Законодательное собрание Севастополя 27 марта 2014 года приняло постановление о создании на базе инфраструктуры торгового и рыбного портов единого порта «Севастополь». Постановлением российского правительства города от 2 июня 2014 года на базе обслуживавших портовую инфраструктуру города предприятий было создано государственное унитарное предприятие города Севастополя «Севастопольский морской порт».

## Данные по работе порта
Предприятие осуществляет комплекс работ, связанных с морской перевозкой и хранением песка, угля, генеральных грузов, металла и т. д., а также оказывает услуги по приёму и обслуживанию пассажирских судов, в том числе круизных. С 2002 года Севастопольский морской торговый порт стал членом Ассоциации круизных портов Средиземного моря (MedCruise).
Мощности порта рассчитаны на переработку 600 тыс. т грузов в год. В 2018 грузооборот составил 176,2 тыс. тонн  , в 2019 он рекордно упал.
В 2014 году переработано 2229,5 тыс. тонн груза,, из них 1,1 млн. тонн в первом квартале грузооборот порта составил 0,4 млн тонн. По итогам 2015 года грузооборот севастопольского порта составил 312,6 тыс. тонн, что в 15 раз меньше грузооборота порта в 2013 году, когда было обработано 4,8 млн тонн груза.

## География
Севастопольский морской торговый порт находится в юго-западной части полуострова Крым на берегу Чёрного моря. Расстояние до ближайшего аэропорта международного класса, расположенного в Симферополе — 80 км. Аэропорт Бельбек находится в черте Севастополя. Расстояние от Севастополя до Киева по автомагистрали — 939 км, по железной дороге — 1008 км. До Стамбула — 300 миль (482,8 км).
Основными преимуществами порта являются его глубоководность и защищённость. А в плане транспортного снабжения полуострова — близкое расположение крупных городов.